# Timo Kautonen
Timo Kautonen (ur. 12 marca 1945 w Lahti) – fiński piłkarz występujący na pozycji obrońcy.

## Życiorys
W trakcie swojej kariery występował w Lahden Reipas, w LaPS Lahti i w FC Kuusysi. W sumie czterokrotnie zdobywał mistrzostwo Finlandii (1963, 1967, 1970, 1982) i ośmiokrotnie świętował zdobycie Pucharu Finlandii (1964, 1972–1976, 1978, 1983). Rozegrał łącznie 384 mecze w lidze fińskiej i strzelił 12 gole, co daje mu 13. miejsce pod względem liczby rozegranych spotkań. W 1967 i 1970 zostawał piłkarzem roku wg dziennikarzy sportowych, ponadto w 1967 zostając także piłkarzem roku wg Suomen Palloliitto.
W latach 1964–1976 rozegrał 51 meczów w reprezentacji Finlandii.
W 2005 roku został wybrany do Hall of Fame fińskiego futbolu.
Jego synowie Turo i Tommi również byli piłkarzami; ten drugi został później trenerem i prowadził m.in. fińską kadrę U-21.